# 農業者年金基金
独立行政法人農業者年金基金（のうぎょうしゃねんきんききん）は農林水産省所管（一部の業務について厚生労働省と共管）の中期目標管理法人である独立行政法人である。

## 沿革
- 1970年
  - 5月20日 - 農業者年金基金法公布。
  - 10月1日 - 特殊法人である農業者年金基金が設立。
- 2003年10月1日 - 独立行政法人農業者年金基金となる。

## 農業者年金
農業者年金基金が実施する農業者年金とは、独立行政法人農業者年金基金法等に基づき、主として農業者が加入する年金制度である。農業者年金は、農業者を対象として基礎年金たる国民年金（1階部分）に上乗せして支給される（2階部分）ものであり、「国民年金の給付と相まって農業者の老後の生活の安定及び福祉の向上を図るとともに、農業者の確保に資すること」（独立行政法人農業者年金基金法第3条）を目的とする。このため、社会保障の観点だけでなく、農政上の課題に対応するための政策年金としての側面も併せ持つ年金である。
2001年に抜本的な制度改正が行われ、新制度においては原則65歳到達により支給される農業者老齢年金および原則65歳到達、かつ、後継者への経営継承により支給される特例付加年金がある。新制度における年金は、積立方式で運営されている。新制度の加入者数は12万人ほど（2018年）。
なお農業者年金に加入した場合、個人型確定拠出年金(iDeco)には加入できない。

## 破綻
1971年に発足した旧制度による農業者年金は、賦課方式により運営されていたが、高齢化と加入人員の減少により制度が成り立たなくなり、2001年に制度改正し破綻（清算）した。なお、旧制度に基づく年金は、全額国庫（税）負担により継続支給されている。旧制度の加入者数は31万人ほど（2018年）。